# Рассел Мінс
Рассел Чарлз Мінс (англ. Russell Charles Means; 10 листопада 1939 — 22 жовтня 2012) — американський актор, громадський діяч, борець за права індіанців.

## Життєпис
Рассел Мінс, індіанець оглала-сіу за походженням, народився 1939 року в Поркюпайні, Південна Дакота в резервації Пайн-Ридж. 1942 року разом зі своєю сім'єю він переїхав до області затоки Сан-Франциско, де згодом зв'язався зі злочинністю і почав зловживати алкоголем. Його життя круто змінилася 1968 року, коли він приєднався до Руху американських індіанців (РАІ). Натхненний войовничим духом організації, Мінс заснував друге відділення РАІ в Клівленді і пізніше, 1970 року, під час святкування Дня подяки скоїв зіткнення в Плімуті. 1972 року він брав участь у захопленні будівлі Бюро у справах індіанців у Вашингтоні, внаслідок якого втрачено багато конфіденційних документів.
Широкого розголосу набув інцидент 1973 року, коли Мінс і група озброєних активістів чисельністю від 200 до 300 осіб захопили селище Вундед-Ні в резервації Пайн-Ридж, заявивши, що вони встановлюють у ньому традиційне незалежне племінне правління. Протистояння переросло в 71-денний збройний конфлікт із поліцією, армією і ФБР, внаслідок якого 120 протестувальників-індіанців, що залишилися в живих, склали зброю, повіривши обіцянкам влади поліпшити умови проживання корінних жителів.
1974 року Мінс висунув свою кандидатуру на посаду президента племені оглала-сіу на противагу Діку Вілсону. Хоча підрахунки показали, що Вілсон набрав на дві сотні голосів більше, Мінс стверджував, що результат сфальсифіковано. Офіційне розслідування показало правоту Мінса і призначило нові вибори, проте уряд Вілсона скасував цю постанову.
Подальші слухання у справі інциденту в Вундед-Ні розкрили низку фактів фальсифікацій і фальшивих свідчень з урядової сторони, внаслідок чого у вересні 1974 року Мінса виправдали. Згодом він ще не раз поставав перед судом, зокрема 1975 року за звинуваченням у вбивстві, проте його визнано невинним. Також він пережив низку замахів на своє життя.
У 1980-ті роки Рассел Мінс перейнявся ідеями паніндіанізму. Так, 1985 року, почувши по радіо про утиски сандиністською владою Нікарагуа індіанців племені міскіто, на чиїх землях почали створюватися сільськогосподарські кооперативи, Мінс вирушив до Нікарагуа для збору інформації щодо цієї проблеми.
Ліві кола США підтримували сандиністів, хоча визнавали «помилковими» деякі сторони їхньої політики щодо міскіто. Рассела Мінса звинуватили в «екстремізмі» і «політичній короткозорості» і знову виключили з Руху американських індіанців, який на той час відмовився від попереднього радикалізму. Загалом Мінс шість разів виходив зі складу РАІ та повертався знову до лав цього руху.
У грудні 2007 року з ініціативи Мінса індіанці племені лакота оголосили про свою незалежність від США, внаслідок чого виникла віртуальна держава — Республіка Лакота. Віртуальна республіка претендує на територію п'яти штатів — Північної і Південної Дакоти, Небраски, Вайомінгу і Монтани. 2008 року Мінс знову балотувався на посаду президента племені оглала, набравши 2083 голоси, проте програв конкурентці Терезі Два Бики, яка набрала 2443 голоси.
В останні роки життя Рассел Мінс страждав від раку горла.
Помер 22 жовтня 2012 року.

## Фільмографія
| Рік  |    | Українська назва          | Оригінальна назва                     | Роль                                                    |
| ---- | -- | ------------------------- | ------------------------------------- | ------------------------------------------------------- |
| 1992 | ф  | Останній з могікан        | The Last of the Mohicans              | Чингачгук                                               |
| 1994 | ф  | Караван на схід           | Wagons East                           | вождь                                                   |
| 1994 | ф  | Природжені вбивці         | Natural Born Killers                  | старий індіанець                                        |
| 1995 | тф |                           | Buffalo Girls                         | Сидячий Бик                                             |
| 1995 | мф | Покахонтас                | Pocahontas                            | Поухатан (озвучення)                                    |
| 1996 | с  | Вокер, техаський рейнджер | Walker, Texas Ranger                  | Лютер-Залізна сорочка (Епізод: "Plague")                |
| 1997 | ф  | Пісня про Гаявату         | The Song of Hiawatha                  | Муджеквіс                                               |
| 1998 | с  | Детектив Неш Бріджес      | Nash Bridges                          | Декстер Бердсонг (Епізоди: "Downtime" та "Lady Killer") |
| 1998 | мф | Покахонтас 2              | Pocahontas II: Journey to a New World | Поухатан (озвучення)                                    |
| 2000 | мф | Томас і чарівна залізниця | Thomas and the Magic Railroad         | Біллі Два Пір'я (озвучення)                             |
| 2001 | ф  |                           | Cowboy Up                             | Джо                                                     |
| 2002 | ф  | 29 пальм                  | 29 Palms                              | вождь                                                   |
| 2004 | ф  | Останній кадр             | The Last Shot                         | у ролі самого себе                                      |
| 2004 | с  | Угамуй свій запал         | Curb Your Enthusiasm                  | Блукаючий ведмідь (Епізод: "Wandering Bear")            |
| 2005 | с  | На Захід                  | Into the West                         | Старий лис (3 епізоди)                                  |
| 2007 | ф  | Слідопит                  | Pathfinder                            | Слідопит                                                |
| 2012 | ф  |                           | Tiger Eyes                            | Віллі Ортіс                                             |
| 2013 | с  | Банші                     | Banshee                               | Бенджамін Лонгшедоу (4 епізоди)                         |

## Інша діяльність
1997 року він випустив автобіографічну книгу «Where White Men Fear to Tread» («Куди боїться ступити біла людина»). Мінс проявив себе й на музичному терені, випустивши альбом Electric Warrior.

## Особисте життя
Мінс одружувався п'ять разів; чотири перших його шлюби завершилися розлученнями. Загалом у нього десять дітей. Його останньою дружиною стала Перл Деніел-Мінс, яка залишалася з ним до останніх хвилин його життя.